# Mischotetrastichus petiolatus
Mischotetrastichus petiolatus är en stekelart som först beskrevs av Erdös 1961.  Mischotetrastichus petiolatus ingår i släktet Mischotetrastichus, och familjen finglanssteklar. Arten är reproducerande i Sverige.